# Черненко Сергій Миколайович
Сергі́й Микола́йович Черне́нко (нар. 26 вересня 1982 — пом. 3 березня 2022, у Харківській області) — майор Збройних сил України, заступник командира дивізіону з озброєння Нікопольської військової частини, відзначився у ході російського вторгнення в Україну.

## Життєпис
Сергій Черненко народився 26 вересня 1982 року в с. Мельникове (нині Валківської міської громади Богодухівського району) на Харківщині. Ніс військову службу в Нікопольській військовій частині на посаді заступника командира дивізіону з озброєння. Загинув 3 березня 2022 року приблизно о 22:10 на території Барвінківської міської громади у Харківській області внаслідок ворожого обстрілу, як відповіді на знищення засобів повітряного нападу противника.

## Нагороди
- Орден «За мужність» III ступеня (2022, посмертно) — за особисту мужність під час виконання бойових завдань, самовіддані дії, виявлені у захисті державного суверенітету та територіальної цілісності України, вірність військовій присязі.